# Championnats d'Europe de cyclisme sur piste

Maillot actuel porté par les champions d'Europe.

Maillot porté par les champions d'Europe jusqu'en 2015.

Pour l’article homonyme, voir Championnats d'Europe de cyclisme sur piste juniors et espoirs.
Les championnats d'Europe de cyclisme sur piste sont des compétitions de cyclisme sur piste organisées par l'Union européenne de cyclisme (UEC) qui regroupent toutes les disciplines de la piste. 
Ces championnats constituent la première manche qualificative pour les Jeux olympiques. Des championnats d'Europe pour les élites existent depuis le début du siècle. Le premier championnat d'Europe élites regroupant les épreuves olympiques voit le jour en 2010.
Les championnats d'Europe de cyclisme sur piste juniors et espoirs existent depuis 2001.

## Histoire
Depuis plus de 100 ans, des championnats d'Europe sont organisés dans le cyclisme sur piste professionnel. Cependant, les manifestations ne se déroulaient pas sur une base annuelle mais sporadique et étaient organisées par des organisateurs privés. Le nom « championnats d'Europe » n'était pas protégé. Après la Seconde Guerre mondiale, les « Championnats d'Europe » étaient plus fréquents sur les vélodromes d'hiver. On y organisait non seulement les disciplines « classiques » telles que la vitesse individuelle, mais aussi l'omnium (qui était différent de la compétition pratiquée aux Championnats du monde et aux Jeux olympiques), les courses derrières Derny et la course à l'américaine, des épreuves qui n'étaient alors pas toutes au programme des championnats du monde. Ces championnats d'Europe n'ont pas de caractère officiel, mais restent associés au prestige, d’autant plus qu'un maillot en or est introduit pour les champions d'Europe, dans lequel les rayures arc-en-ciel du maillot de champion du monde sont placées verticalement. Le coureur belge Rik Van Steenbergen appréciait particulièrement ce maillot (qu'il a remporté six fois) et il le portait souvent lors des courses. 
En 1956, les exploitants européens de vélodrome fondèrent l'Union Européenne des Vélodromes d'hiver, qui, jusqu'à la saison 1971/1972, était la seule organisation de championnats d'Europe de professionnels. Pour les amateurs, il n'y avait toujours pas de championnats continentaux. Cependant, les organisateurs choisissaient eux-mêmes les coureurs et ils permettaient à des paires de coureurs de différentes nationalités de participer à la course à l'américaine. De plus, les coureurs non européens étaient admis, ce qui explique pourquoi les Australiens Reginald Arnold et Danny Clark ont remporté des titres européens.
En 1965, l'Union Cycliste Internationale (UCI), créée deux "divisions", la Fédération internationale du cyclisme amateur (FIAC) pour les amateurs et la Fédération internationale de cyclisme professionnel (FICP) pour les professionnels. Le FICP prend le relais en 1972, mais les championnats d'Europe pour les professionnels sont alors officiellement nommés Championnats d'Hiver, car les non-Européens peuvent continuer à y participer et les participants sont toujours invités. L'ancien maillot d'or est remplacé par un maillot blanc portant le logo de la FICP. Les derniers championnats d'hiver ont eu lieu en 1990 à Grenoble.
Après 1993, la séparation entre professionnels et amateurs dans le cyclisme est abolie. L'Union européenne de cyclisme (UEC) est fondée en 1995 et gère l'organisation de nombreux championnats d'Europe toutes catégories (juniors, espoirs, élites, hommes et femmes) dans les différentes disciplines du cyclisme. En cyclisme sur piste, cela ne concerne dans un premier temps que quelques disciplines individuelles telles que le Derny, la course à l'américaine et l'omnium sprint et endurance. En 2001, les championnats d'Europe de cyclisme sur piste juniors et espoirs sont créés. Depuis 2010, les Championnats d'Europe élites sont également organisés. Le championnat d'Europe de course derrière derny a lieu généralement dans des endroits différents, sauf si le vélodrome de la manifestation convient.

## Éditions
| Année | Pays        | Ville                     | Vélodrome                |
| ----- | ----------- | ------------------------- | ------------------------ |
| 2010  | Pologne     | Pruszków                  | BGŻ Arena                |
| 2011  | Pays-Bas    | Apeldoorn                 | Omnisport Apeldoorn      |
| 2012  | Lituanie    | Panevėžys                 | Cido Arena               |
| 2013  | Pays-Bas    | Apeldoorn                 | Omnisport Apeldoorn      |
| 2014  | France      | Baie-Mahault              | Vélodrome Amédée Detraux |
| 2015  | Suisse      | Granges                   | Vélodrome suisse         |
| 2016  | France      | Saint-Quentin-en-Yvelines | Vélodrome national       |
| 2017  | Allemagne   | Berlin                    | Velodrom                 |
| 2018  | Royaume-Uni | Glasgow                   | Sir Chris Hoy Velodrome  |
| 2019  | Pays-Bas    | Apeldoorn                 | Omnisport Apeldoorn      |
| 2020  | Bulgarie    | Plovdiv                   | Kolodruma                |
| 2021  | Suisse      | Granges                   | Vélodrome suisse         |
| 2022  | Allemagne   | Munich                    | Messe München (de)       |
| 2023  | Suisse      | Granges                   | Vélodrome suisse         |
| 2024  | Pays-Bas    | Apeldoorn                 | Omnisport Apeldoorn      |
| 2025  | Belgique    | Heusden-Zolder            | Vélodrome de Zolder      |
| 2026  | Turquie     | Konya                     | Konya Velodromu          |
| 2027  |             |                           |                          |
| 2028  | Belgique    | Heusden-Zolder            | Vélodrome de Zolder      |

## Palmarès des championnats
| Hommes - Course à l'américaine (depuis 1949, sauf quelques éditions) - Course à l'élimination (depuis 2015) - Course aux points (depuis 2011) - Demi-fond (depuis 1896, sauf quelques éditions d'après guerre et sauf de 1915 à 1947 excepté 1920) - Derny (depuis 1961, sauf en 1983, de 1992 à 1999, en 2004 et 2010) - Keirin (depuis 2010) - Kilomètre (depuis 2014) - Omnium (depuis 1956 dont plusieurs variantes) - Poursuite individuelle (depuis 2014) - Poursuite par équipes (depuis 2010) - Scratch (depuis 2014) - Vitesse individuelle (de 1894 à 1999 et depuis 2010) - Vitesse par équipes (depuis 2010) | Femmes - 500 mètres (2014-2024) - Course à l'américaine (depuis 2016) - Course à l'élimination (depuis 2015) - Course aux points (depuis 2011) - Derny (depuis 2019) - Keirin (depuis 2010) - Kilomètre (depuis 2025) - Omnium (depuis 1997 dont plusieurs variantes) - Poursuite individuelle (depuis 2014) - Poursuite par équipes (depuis 2010) - Scratch (depuis 2014) - Vitesse individuelle (depuis 2010) - Vitesse par équipes (depuis 2010) |

## Tableau des médailles
Mise à jour après l'édition 2025

### Par pays
| Rang  | Nation                       | Or  | Argent | Bronze | Total |
| ----- | ---------------------------- | --- | ------ | ------ | ----- |
| 1     | Grande-Bretagne              | 57  | 40     | 31     | 128   |
| 2     | Allemagne                    | 48  | 48     | 39     | 135   |
| 3     | Pays-Bas                     | 44  | 27     | 36     | 107   |
| 4     | France                       | 32  | 37     | 38     | 107   |
| 5     | Russie                       | 31  | 30     | 31     | 92    |
| 6     | Italie                       | 27  | 29     | 25     | 81    |
| 7     | Danemark                     | 11  | 12     | 8      | 31    |
| 8     | Belgique                     | 10  | 17     | 12     | 39    |
| 9     | Espagne                      | 9   | 8      | 7      | 24    |
| 10    | Pologne                      | 8   | 16     | 24     | 48    |
| 11    | Portugal                     | 8   | 10     | 7      | 25    |
| 12    | Lituanie                     | 5   | 4      | 8      | 17    |
| 13    | Tchéquie                     | 5   | 2      | 8      | 15    |
| 14    | Ukraine                      | 4   | 9      | 14     | 27    |
| 15    | Norvège                      | 4   | 1      | 0      | 5     |
| 16    | Suisse                       | 3   | 7      | 7      | 17    |
| 17    | Biélorussie                  | 2   | 7      | 6      | 15    |
| 18    | Irlande                      | 1   | 2      | 4      | 7     |
| 19    | Autriche                     | 1   | 1      | 1      | 3     |
| 20    | Athlètes individuels neutres | 1   | 0      | 1      | 2     |
| 21    | Grèce                        | 0   | 3      | 3      | 6     |
| 22    | Israël                       | 0   | 1      | 1      | 2     |
| 23    | Hongrie                      | 0   | 1      | 0      | 1     |
| 24    | Roumanie                     | 0   | 0      | 1      | 1     |
| Total | Total                        | 311 | 312    | 312    | 935   |

### Cyclistes masculins les plus titrés
| Rang | Nation           | Or | Argent | Bronze | Total |
| ---- | ---------------- | -- | ------ | ------ | ----- |
| 1    | Jeffrey Hoogland | 15 | 2      | 2      | 19    |
| 2    | Harrie Lavreysen | 14 | 2      | 2      | 18    |
| 3    | Benjamin Thomas  | 9  | 2      | 4      | 15    |
| 4    | Elia Viviani     | 8  | 1      | 3      | 12    |
| 5    | Maximilian Levy  | 6  | 2      | 1      | 9     |
| 6    | Sebastián Mora   | 6  | 1      | 1      | 8     |
| 7    | Roy van den Berg | 6  | 1      | 1      | 8     |
| 8    | Iúri Leitão      | 5  | 2      | 2      | 9     |
| 9    | Albert Torres    | 5  | 2      | 0      | 7     |
| 10   | Edward Clancy    | 5  | 0      | 2      | 7     |

### Cyclistes féminines les plus titrées
| Rang | Nation               | Or | Argent | Bronze | Total |
| ---- | -------------------- | -- | ------ | ------ | ----- |
| 1    | Katie Archibald      | 20 | 5      | 1      | 26    |
| 2    | Laura Kenny          | 14 | 3      | 1      | 18    |
| 3    | Anastasiia Voinova   | 13 | 6      | 2      | 21    |
| 4    | Daria Shmeleva       | 11 | 3      | 6      | 20    |
| 5    | Elinor Barker        | 10 | 2      | 1      | 13    |
| 6    | Lea Sophie Friedrich | 8  | 5      | 1      | 15    |
| 7    | Kirsten Wild         | 8  | 4      | 6      | 18    |
| 8    | Neah Evans           | 6  | 2      | 1      | 9     |
| 9    | Emma Hinze           | 6  | 1      | 3      | 10    |
| 10   | Lotte Kopecky        | 6  | 1      | 2      | 9     |